# Joanne Limmer
Joanne Limmer (ur. 29 marca 1974) – australijska tenisistka.
W 1992 roku wygrała wielkoszlemowy turniej Australian Open w kategorii juniorek. W roku 1993 doszła do trzeciej rundy zawodowego turnieju deblistek w Melbourne. Sporadycznie startowała w imprezach profesjonalnych, częściej triumfowała w zawodach ITF.

## Finały juniorskich turniejów wielkoszlemowych

### Gra pojedyncza (1)
| Końcowy wynik | Rok  | Turniej         | Nawierzchnia | Przeciwniczka     | Wynik finału |
| Zwyciężczyni  | 1992 | Australian Open | Twarda       | Lindsay Davenport | 7;5, 6:2     |

### Gra podwójna (3)
| Końcowy wynik | Rok  | Turniej         | Nawierzchnia | Partnerka      | Przeciwniczki                    | Wynik finału |
| Finalistka    | 1991 | Australian Open | Twarda       | Angie Woolcock | Karina Habšudová Barbara Rittner | 2:6, 0:6     |
| Finalistka    | 1991 | Wimbledon       | Trawiasta    | Angie Woolcock | Catherine Barclay Limor Zaltz    | 4:6, 4:6     |
| Finalistka    | 1992 | Australian Open | Twarda       | Maija Avotins  | Lindsay Davenport Nicole London  | 2:6, 5:7     |